# 니혼마쓰역
니혼마쓰역(일본어: 二本松駅)은 일본 후쿠시마현 니혼마쓰시에 있는 동일본 여객철도 도호쿠 본선의 역이다. 단선 승강장 2면 2선 구조를 지닌 지상역이다.

## 타는 곳
| 1 | ■ 도호쿠 본선 | (하행) | 후쿠시마 · 시로이시 방면 |
| 2 | ■ 도호쿠 본선 | (상행) | 고리야마 · 구로이소 방면 |

## 이용 현황
| 연도   | 하루 평균 승차 인원 |
| 2000년 | 2,655               |
| 2001년 | 2,670               |
| 2002년 | 2,562               |
| 2003년 | 2,445               |
| 2004년 | 2,386               |
| 2005년 | 2,316               |
| 2006년 | 2,250               |
| 2007년 | 2,148               |
| 2008년 | 2,086               |
| 2009년 | 2,062               |
| 2010년 | 1,966               |
| ------ | ------------------- |

## 역 주변
- 어번 호텔 니혼마쓰
- 니혼마쓰 시청
- 니혼마쓰 시청 니혼마쓰 주민센터
- 니혼마쓰 시 문화센터
- 니혼마쓰 시민회관
- 니혼마쓰 시 콘서트 홀
- 니혼마쓰 시 공직업 안정소
- 후쿠시마 교통 니혼마쓰 영업소
- 국도 제4호선 니혼마쓰 바이패스
- 도호쿠 자동차도 니혼마쓰 나들목

## 인접 정차역
| 도호쿠 본선          | 도호쿠 본선   | 도호쿠 본선          |
| -------------------- | ------------- | -------------------- |
| 스기타 구로이소 방면 | ■ 도호쿠 본선 | 아다치 후쿠시마 방면 |